# Akanksha Damini Joshi
Akanksha Damini Joshi é uma cineasta, diretora de fotografia, fotógrafa e facilitadora de meditação indiana.

## Carreira
Joshi fez filmes sobre diversos temas: conflito comunitário, crise ecológica e filosofia espiritual. Sua carreira começou documentando os conflitos de Gujarat de 2002 — Passengers: A Video Journey in Gujarat . Depois, ela levou quatro anos para fazer um filme sobre as mudanças ecológicas nas margens do Lago Chilika em Odisha (Chilika Bank$: Stories from India's largest Coastal Lake). Ela então fez seu filme sobre mudanças climáticas – Earth Witness: Reflections on the times and the timeless. Em 2014, Joshi fez um filme sobre filosofia hindu — Hindu Nectar: Spiritual Wanderings in India, inspirado no trabalho de Sarvepalli Radhakrishnan, para o Ministério das Relações Exteriores, Governo da Índia. O curta-metragem de Joshi no rio Ganges — Ganga: Ek Prarthana, 2007 aborda a questão global das mudanças climáticas por meio de simbolismo específico da cultura.

## Filmografia

### Passengers(2003)
Joshi co-dirigiu este documentário de longa-metragem durante e após os distúrbios em Gujarat em 2002. O filme, concluído em 2003, foi exibido no 9º Open Frame Festival em Kerala.
Cinco anos depois, Joshi lançou Profiles of Courage and Compassion, um livro de sua autoria com o ativista indiano Harsh Mander intitulado Towards Healing: Seeking Paths for Justice and Reconciliation in Gujarat.

### Chilika Bank$(2008)
A primeira estreia independente de Joshi na direção aconteceu em 2008 com Chilika Bank$, no qual ela cobre mais de quatro décadas de crise ecológica em Chilika, o maior lago de água salobra da Ásia. O filme produzido pela Public Service Broadcasting Trust ganhou o prêmio Livelihood no CMS Vatavaran Environment and Wildlife Film Festival, Nova Delhi, em 2009. Recebeu o primeiro prêmio no 6º Jeevika: Asia Livelihood Documentary Festival.
Por destacar as questões que envolvem Chilika, Joshi recebeu o Karamveer Puruskaar, Prêmio Nacional de Justiça Social e Ação Cidadã da confederação de ONGs, iCONGO, em parceria com as Nações Unidas. Chilika Bank$ foi exibido na seção Panorama Indiano do 40º Festival Internacional de Cinema da Índia (IFFI), Goa 2009, na categoria de filmes não-longas. O filme foi uma seleção oficial no Film South Asia, Katmandu em 2009, no Rodos EcoFilms International Festival, Grécia em 2010 e no 4º Samsung Women's International Film Festival, Chenai em 2011.

### Earth Witness(2011)
O documentário de Joshi sobre mudanças climáticas, Earth Witness, reflete sobre as mudanças climáticas através das narrativas de tribos representativas de quatro ecossistemas diferentes em 2011. O filme foi apresentado no livro sobre o movimento de documentário independente na Índia, Filming Reality: The Independent Documentary Movement in India, de Shoma A. Chatterji. O livro analisa documentários notáveis feitos nas últimas quatro décadas, incluindo aqueles de cineastas icônicos como Satyajit Ray, Mani Kaul e Anand Patwardhan.
O filme ganhou o prêmio de Melhor Filme sobre Mudanças Climáticas e Tecnologias Sustentáveis e o prêmio de Melhor Cinematografia no Sexto Festival de Cinema de Meio Ambiente e Vida Selvagem CMS Vatavaran de 2011. Foi oficialmente nomeado para o Wildscreen Panda Award 2012, Wildscreen Panda Film Festival, Bristol. Foi um dos três vencedores do VIII Festival de Cinema de Desenvolvimento sobre Mudanças Climáticas e Segurança Alimentar, Fundação Dhan, Madurai.

### Hindu Nectar(2014)
O filme de Joshi sobre entusiastas espirituais — Hindu Nectar é produzido pelo Ministério das Relações Exteriores da Índia. Joshi foi premiada com o prêmio de Melhor Diretor no Festival Internacional de Cinema de Prayag. Hindu Nectar foi exibido no Festival Internacional de Yog, Cultura e Espiritualidade, Haridwar e no 14º Open Frame Film Festival.